# Бразоль Борис Львович
Борис Львович Бразоль (31 березня 1885, Полтава — 19 березня 1963, Нью-Йорк) — російський юрист, громадський діяч, письменник, літературний критик українського походження, засновник і голова Товариства імені О. С. Пушкіна в Америці.

## Біографія

### Походження
Борис Бразоль народився в Полтаві, походив із старовинного дворянського роду, що йде від козаків. У 1736 році значковий товариш Гадяцького полку Василь Трохимович Бразоль (1723—?) жалован селами в нинішньому Охтирському районі Сумської області, від нього пішла родина місцевих поміщиків Бразолів.
- Батько — лікар гомеопат Лев Євгенович Бразоль (1854—1927), випускник Харківської чоловічої гімназії і Петербурзької військово-медичної академії — в еміграції у Франції.
- Мати — художниця Юлія Миколаївна Бразоль (Добросельська) (1856—1919), у другому шлюбі Леонтьєва.
- Старший брат Євген Львович Бразоль (9 серпня 1882—?), випускник Училища правознавства (1906), Охтирський повітовий предводитель дворянства, почесний мировий суддя і член повітової земської управи, діяч правого руху. У роки Громадянської війни — прапорщик лейб-гвардії Кірасирського полку. В еміграції в Югославії (Нові Сад), співробітник газети «Російський стяг».
- Дядько (брат батька) — Сергій Євгенович Бразоль (1851—?), дворянський діяч Полтавської губернії, член Державної ради.
- Дід по батьківській лінії — Євген Григорович Бразоль (1799—1879), предводитель полтавського дворянства в 1844—1846 роках.
- Прадід по батьківській лінії — Григорій Васильович Бразоль (1761—?), голова кримінального суду Катеринославської губернії.

### Ранні роки
Борис Бразоль закінчив юридичний факультет Санкт-Петербурзького університету. В університеті був секретарем «Гуртка політичної економії» під керівництвом В. В. Святловского. Його доповідь «Нарис фабричного законодавства в Австралії» опубліковано у «Віснику Знання» (1905, № 6). У 1904—1905 рр. був твердокам'яним марксистом і більшовиком. Після закінчення університету був прийнятий на службу до міністерства юстиції. У 1912 році направлений у Лозанну для вивчення новітніх наукових досягнень у криміналістиці. Захоплювався літературою і театром, писав театральні рецензії.
У 1911 році під час роботи в Міністерстві юстиції брав участь у підготовці звинувачення у знаменитій «справі Бейліса».

### Перша світова війна
У Першу світову війну Борис Бразоль був призваний до армії, воював на Південно-Західному фронті. У травні 1916 року відряджений до США як юрисконсульт російської заготівельного комітету. Будучи військовим слідчим з особливо важливих справ, Бразоль був відряджений до США разом з генералом Анатолієм Залюбовським для розслідування чуток про зловживання при закордонних закупівлях. Залюбовський характеризував Бориса Бразоля так: «Талановитий юрист, який відмінно володів англійською мовою, слідчий за покликанням». Розслідування, однак, показало, що хоча й були деякі неточності у веденні справ, недобросовісності або зловживань не виявлено.
Після Жовтневої революції залишився у США.

### Діяльність в еміграції
Борис Бразоль став у США впливовим юристом і працював у Міністерстві юстиції. Генеральний прокурор США Палмер використовував його як експерта з російського радикалізму. Був членом кримінологічної комісії Колумбійської школи права.
У 1933 році в США відбувся судовий процес у справі про грошові кошти на рахунках Добровільного флоту в США. Радянський уряд намагався отримати ці гроші, що стало предметом судового розгляду, на якому Бразоль виступав як свідок-експерт.
Борис Бразоль також заснував Товариство російської культури ім. О. С. Пушкіна в Америці, яке очолював протягом 27 років.
Був членом Спілки для захисту чистоти російської мови, а в 1957 році виступав у Парижі з доповідями на зборах Союзу. Надсилав свої праці для паризьких бібліотек.
У списку архиєреїв, священнослужителів і парафій Російської православної церкви за кордоном (РПЦЗ) за 1955 рік Борис Бразоль згаданий як тростист (член опікунської ради) Східно-Американської і Джерзейситської єпархії РПЦЗ та юрисконсульт Північно-Американської і Канадської єпархії РПЦЗ.
Ряд написаних ним документів Бразоль пожертвував Бібліотеці Конгресу США з умовою, що вони не будуть відкриті до 1953 року. Навколо цих документів був скандал, пов'язаний з бажанням директора ФБР Джона Едгара Гувера отримати до них доступ до закінчення зазначеного терміну.

### Антисемітизм і підтримка нацистів
Як пише французький історик антисемітизму Леон Поляков, Борис Бразоль був автором доповіді «Більшовизм та іудаїзм», датованої 30 листопада 1918 року, що знаходиться в архіві Державного департаменту США. У цій доповіді містилося два таких положення:
- Рішення про повалення царського уряду було прийнято 14 лютого 1916 року в єврейському кварталі Нью-Йорка групою революціонерів на чолі з банкіром Джейкобом Шиффом.
- Список із 33 прізвищ керівників Росії, де всі, крім Леніна, були євреями.

У доповіді була використана, за словами Полякова, «фальшивка другого ступеня» — спеціально перероблений текст Протоколів сіонських мудреців, у якому стверджувалося, що євреї «в змозі зупинити будь-яке повстання гоїв з допомогою американських, китайських і японських гармат». В архівах держдепартаменту збереглося чимало фальсифікованих документів, покликаних надати достовірність цієї доповіді.
Борис Бразоль був членом європейської групи правих радикалів Aufbau-Vereinigung, що складалася з російських емігрантів та німецьких націонал-соціалістів, і працював в антисемітській газеті «Дірборн Індепендент», що належала американському промисловцю Генрі Форду. Бразоль пишався своїми антисемітськими переконаннями і стверджував, що він написав «книги, які принесуть євреям більше зла, ніж десяток погромів». Американський історик Майкл Келлог пише, що Форд передавав через Бразоля гроші на підтримку нацистів у Німеччині, він також був посередником у передачі грошей від Форда російському Великому князю Кирилу. У 1938 році вже при нацистському режимі Борис Бразоль, що мав до цього часу американське громадянство, таємно допомагав організовувати Антикомінтернівський конгрес у Німеччині за підтримки німецької таємної поліції, гестапо і СС. Інтерес до Бразоля в серпні 1938 року проявив Генріх Гіммлер і він навіть попросив Генріха Мюллера скласти звіт про попередню діяльність білої еміграції.
Ряд авторів стверджує, що Борис Бразоль перекладав Протоколи сіонських мудреців англійською мовою і брав активну участь у підготовці книги «Міжнародне єврейство». Проте Майкл Баркун, посилаючись також на спростування Рібаффо, стверджує, що Бразоль не мав відношення до складання книги «Міжнародне єврейство».

## Праці

### Книги і брошури
- Жіночі силуети в російській літературі (СПб, 1907).
- Критичні межі. СПб., тип. «Джерело», 1910.
- Нариси по слідчій частині: Історія. Практика. Петроград: Держ. тип., 1916.
- Socialism vs.Civilization.  New York: Charles Scribner's Sons, 1920. — «Соціалізм проти цивілізації».
- The world at the cross roads. Boris Brasol. London, Hutchinson. 1921.
  - Російське видання — Світ на роздоріжжі. Всеслов'янський книжковий магазин Белград, 1922.
- The balance sheet of sovietism. Boris Brasol. New York. Duffield. 1922.
- Elements of Crime (Psycho-Social Interpretation). Oxford University Press, 1927.
- Мотиви російського релігійно-філософського свідомості. Нью-Йорк, 1930.
- The Mighty Three. Poushkin — Gogol — Dostoievsky. New York: William Farquhar Payson, 1934.
- Мова, виголошена Головою Пушкінського Комітету в Америці Б. Л. Бразолем на урочистому зібранні, присвяченому пам'яті О. С. Пушкіна, 24 січня 1937 року в Интернашионал Хаус в Нью-Йорку. Нью-Йорк, вид. Пушкінського Комітету в Америці, 1937. 10 с.
- Oscar Wilde: the Man, the Artist, the Martyr. Scribner's Sons. 1938.
- Мови. Т. 1. Нью-Йорк, вид. Товариства ім. А. С. Пушкіна, 1943. <У тому числі: «Пушкін» (1937) і «Мідний вершник» (1937)>.
- Пушкін і Росія. Мова на урочистому зібранні, присвяченому пам'яті О. С. Пушкіна з нагоди 150-річчя його народження, який відбувся 17 квітня 1949 р. в гір. Нью-Йорку. Нью-Йорк, вид. Товариства ім. О. С. Пушкіна, 1949. 14 с.
- Словотворчість О. С. Пушкіна. Нью-Йорк, вид. Товариства ім. О. С. Пушкіна, 1950. 10 с.
- Мови. Т. 2. Нью-Йорк, вид. Товариства ім. О. С. Пушкіна, 1953. <У тому числі: «Пушкін і Росія» (1949)>.
- Душевна драма Гоголя (1952).
- Разноударяемость у Пушкіна і російської мови (Філологічна довідка). Нью-Йорк, вид. Товариства ім. А. С. Пушкіна, 1955. 19 с.
- Царювання Імператора Миколи II в цифрах і фактах (1894—1917 рр.). [Архівовано 22 липня 2018 у Wayback Machine.] Нью-Йорк: Виконавче бюро Загальноросійського монархічного фронту, 1959.

### Переклади
- F. M. Dostoevsky, The Diary of a Writer, translated by Boris Brasol. New York: Charles Scribner's Sons, 1949
- Feodor M. Dostoievsky. The Diary of a Writer. Translated by Boris Brasol. New York: George Braziller, 1954

### Статті
- Foundations of Criminology. Journal of the American Institute of Criminal Law and Criminology. Vol. 17, No. 1 (May, 1926), pp. 13-39.
- Institute of Scientific Criminology. The American Journal of Police Science. Vol. 1, No. 1 (Jan. — Feb., 1930), pp. 100—106
- From Pushkin's Lyrics. Ukrainian Review. Vol. 8, No. 3 (Jul., 1949), pp. 201—204
- From Pushkin's Poems. Ukrainian Review. Vol. 10, No. 3 (Jul., 1951), pp. 197—198
- From Pushkin's Poems. Ukrainian Review, Vol. 12, No. 1 (Jan., 1953), pp. 40-41
- V. I. Dahl-Immortal Russian Lexicographer. Ukrainian Review, Vol. 23, No. 2 (Apr., 1964), pp. 116—130